# Hôtel de Ville (Égly)

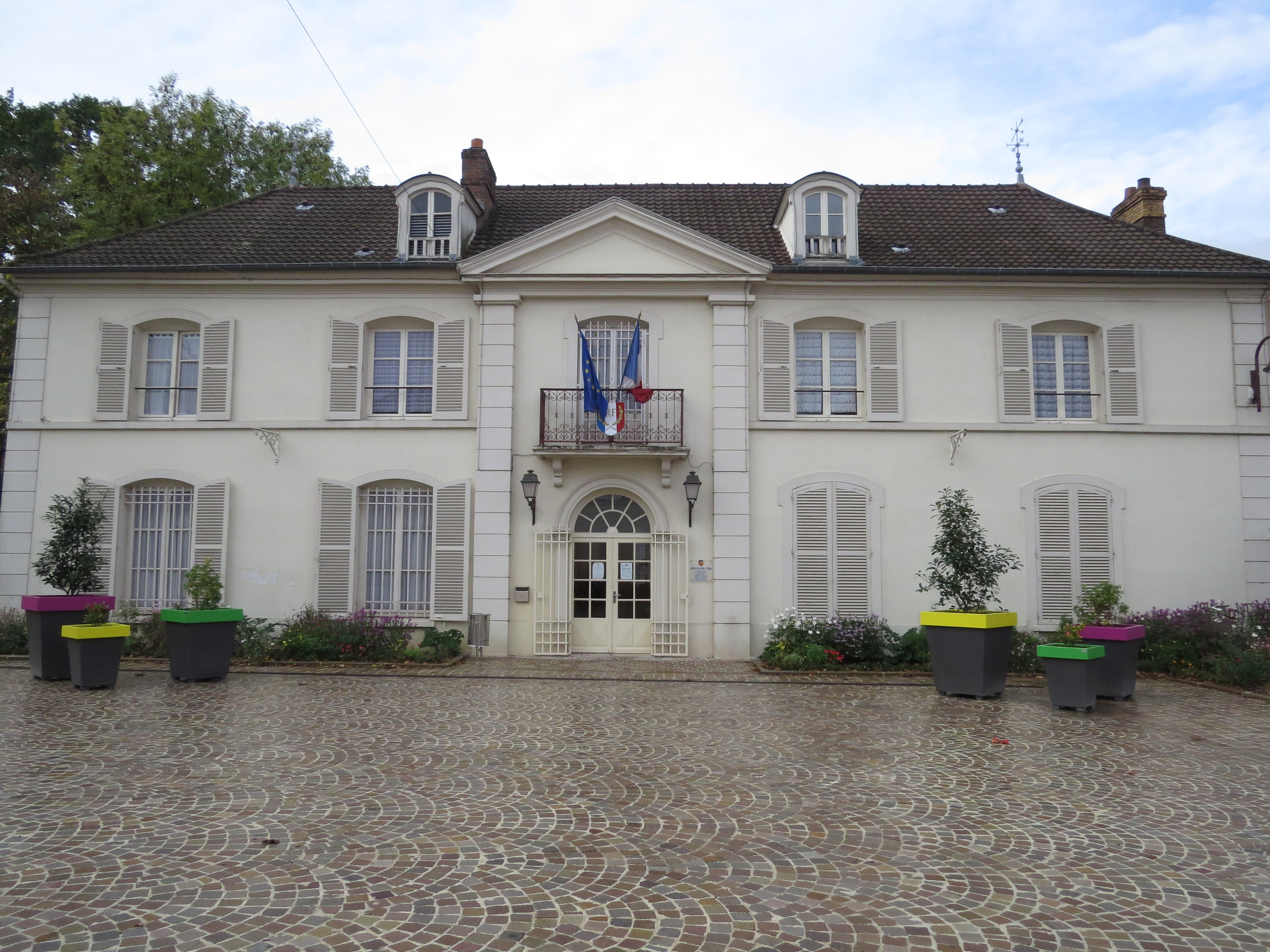
Hôtel de Ville in Égly

Das Hôtel de Ville (deutsch Rathaus) in Égly, einer französischen Stadt im Département Essonne in der Region Île-de-France, wurde in der ersten Hälfte des 19. Jahrhunderts errichtet. Das Rathaus in der Grande Rue wurde ursprünglich als Wohnhaus für Jean Benoît Lemoyne de Gatigny, der intendant général des Herzogs von Bourbon und Bürgermeister (von 1813 bis 1816 und von 1826 bis 1828) von Égly war, erbaut. 
Das zweigeschossige Gebäude mit Parkanlage wurde von der Gemeinde gekauft und am 11. Oktober 1975 als Rathaus eingeweiht.  
Das Rundbogenportal wird von Pilastern gerahmt und die Mittelachse wird von einem Dreiecksgiebel bekrönt. 